# 101 Unité aérienne
101 Unité aérienne est une mini-série documentaire belge, en six épisodes de 52 minutes chacun, réalisée par Didier Verbeek en 2011, et diffusée depuis le 5 avril 2011 sur la chaîne La Une,,.
La série suit les actions du Service d'appui aérien (DAFA) de la police fédérale, depuis leur décollage à la base de Melsbroek jusqu'aux différents types de missions effectués.
La majorité des équipages étant néerlandophones, leurs voix sont doublées,.
La série De Luchtpolitie (nl) de la VTM est basée sur les mêmes séquences vidéos aériennes.

## Accueil critique
Selon Moustique, « Suivre ces missions se révèle captivant, instructif et les "personnages" principaux sont attachants de simplicité ». Mais le magazine déplore « Une voix off horripilante qui martèle en boucle des explications bateau » et le fait que « Certains dialogues dans le cockpit sont carrément (mal) doublés ».

## Audiences
Le 3e épisode a été regardé par 272 827 téléspectateurs sur La Une. Un épisode suivant a été suivi par 175 136 téléspectateurs.